# Großsteingrab Emmer es
Das Großsteingrab Emmer es war eine megalithische Grabanlage der jungsteinzeitlichen Westgruppe der Trichterbecherkultur in Emmen in der niederländischen Provinz Drenthe. Es wurde zwischen 1869 und 1871 zerstört. Seine Überreste wurden 1968 wiederentdeckt und 1984 untersucht. Das Grab trägt die van-Giffen-Nummer D43a.

## Lage
Das Grab befand sich westlich von Emmen, südlich des noch erhaltenen Großsteingrabes Emmen-Schimmeres (D43). In der näheren Umgebung gibt es zahlreiche weitere Großsteingräber. nördlich befinden sich das Großsteingrab Emmen-Noord (D41) und die drei Großsteingräber bei Emmerveld (D38–D40), westnordwestlich das Großsteingrab Westenesch-Noord (D42), westsüdwestlich das Großsteingrab Westenesch (D44) und östlich das Großsteingrab Emmerdennen (D45).

## Forschungsgeschichte
Die Anlage wurde erstmals 1819 von L. Willinge erwähnt. Leonhardt Johannes Friedrich Janssen, Kurator der Sammlung niederländischer Altertümer im Rijksmuseum van Oudheden in Leiden, besuchte 1847 einen Großteil der noch erhaltenen Großsteingräber der Niederlande, darunter auch das Grab von Emmer es, und publizierte im folgenden Jahr das erste Überblickswerk mit Baubeschreibungen und schematischen Plänen der Gräber. Janssen fertigte zudem eine Zeichnung des Grabes an. Wahrscheinlich zwischen 1869 und 1871 wurde das Grab abgerissen. Möglicherweise wurden seine Steine für die in diesem Zeitraum erfolgte Restaurierung des nahe gelegenen Grabes D43 verwendet. 1968 wurden die Überreste von D43a von Jan Evert Musch wiederentdeckt und 1984 unter Leitung von Jan N. Lanting archäologisch untersucht.

## Beschreibung
Bei der Anlage handelte es sich vermutlich um ein Ganggrab. Bei Janssens Aufnahme waren von der Grabkammer noch drei Wandsteinpaare an den Langseiten, ein Abschlussstein und zwei Decksteine erhalten. Die Kammer hatte eine Länge von etwa 3,8 m.

## Funde

### Bestattungen
Aus dem Grab stammen geringe Reste von Leichenbrand. Die geborgene Menge betrug 37,7 g. Die Knochen gehörten zu einem Individuum, dessen Sterbealter und Geschlecht sich nicht mehr sicher bestimmen ließen.

### Beigaben
Wohl im Zuge der Abrissarbeiten wurden in dem Grab drei annähernd vollständige Keramikgefäße sowie einzelne Scherben gefunden und 1871 dem Drents Museum in Emmen übergeben. Zwei dieser Gefäße lassen sich der Jungsteinzeit zuordnen. Bei Lantings Grabung im Jahr 1984 wurden über 5500 Scherben gefunden, aus denen 114 Gefäße rekonstruiert werden konnten. Von diesen gehören mindestens 89 zur Trichterbecherkultur. Sie datieren in die Stufen 1–5 des von Anna Brindley aufgestellten typologischen Systems der Trichterbecher-Westgruppe. Dies entspricht dem Zeitraum 3470–3075 v. Chr.
Im Grab wurden auch geringe Reste von verbrannten Tierknochen gefunden. Die geborgene Menge betrug nur 3 g. Ob es sich um Reste von Werkzeugen oder von Speiseopfern handelte, ließ sich nicht mehr feststellen.